# Ређоне Фраскеј (Бијела)
Ређоне Фраскеј је насеље у Италији у округу Бијела, региону Пијемонт.
Према процени из 2011. у насељу је живело 4 становника. Насеље се налази на надморској висини од 254 м.